# Sembabule
Sembabule est une ville d'Ouganda, c'est la capitale du district du même nom.
Elle est située à environ 48 km de Masaka.
La population était d'environ 4 800 habitants en 2011.